# Садиленко Юрій Харлампійович
Юрій Харлампійович Сади́ленко (нар. 20 січня 1903, Житомир — пом. 30 листопада 1967, Київ) — український радянський художник і педагог; член Асоціації революційного мистецтва України, один із засновників та член Об'єднання сучасних митців України з 1927 року.

## Біографія
Народився 7 [20] січня 1903 року в місті Житомирі (нині Україна). 1930 року закінчив Київський художній інститут, де навчався зокрема у Лева Крамаренка.
Протягом 1931—1941 років працював викладачем Харківського, а з 1944 року — Київського художніх інститутів. Серед учнів: Ганна Акішина, Інна Городецька, Михайло Кривенко, Олена Молдован, Лев Фітільов. Помер у Києві 30 листопада 1967 року.

## Творчість
Працював у галузі станкового живопису і монументального мистецтва. Серед робіт:
- ілюстрації до поеми «Катерина» Тараса Шевченка (1939);
- літографія «Тарас Шевченко допомагає єврейській сім'ї під час пожежі» (1939, Національний музей Тараса Шевченка);

живопис
- «Будівництво» (1930);
- «Сталевари» (1930);
- «Мартенщики» (1932);
- «Дружина комісара» (1934);
- «Арешт Тараса Шевченка» (1939);
- «Тарас Шевченко на засланні» (1940);
- «Портрет Тараса Шевченка» (1940, олія; Національний музей Тараса Шевченка);
- «Герой Радянського Союзу льотчик А. Гетьман» (1942);
- «Навіки з Москвою» (1947);

монументальне мистецтво
- фрескові розписи конференц-залу АН УРСР у Києві (1930, в 1940 закриті шаром тинку; у співавторстві з Іриною Жданко під керівництвом Лева Крамаренка);
- панно «Могила Тараса Шевченка» в Шевченківському національному заповіднику у Каневі (1940, не збереглося).